# Christianisierung Polens

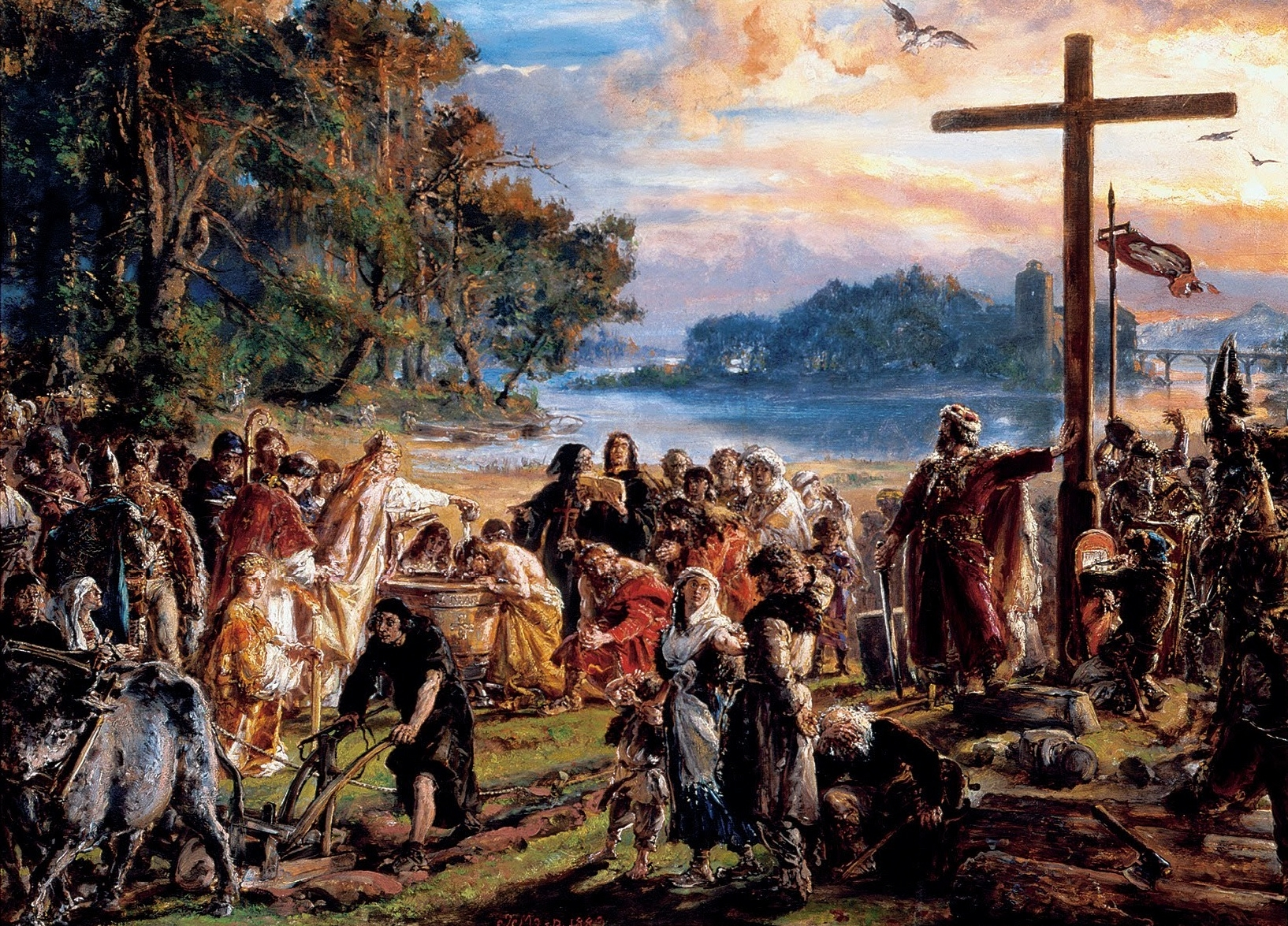
„Die Christianisierung Polens 966“ (Ölgemälde des Historienmalers Jan Matejko, 1889)

Die Christianisierung Polens (polnisch Chrzest Polski für wörtlich Taufe Polens) zählt zu den entscheidenden Ereignissen der frühen Geschichte Polens.

## Christianisierung aus dem Mährerreich oder Böhmen
Im Frühmittelalter dominierte auf dem Gebiet des heutigen Polen unter den dort siedelnden westslawischen Stämmen der Polanen, Wislanen, Masowier, Slensanen und Pomoranen der Glaube an Świętowit als Teil der paganen slawischen Religion.
Mit der Christianisierung des benachbarten Mährerreiches kamen als erste Stämme vermutlich die Wislanen und Slensanen in Kontakt mit dem Christentum. Der byzantinische Gelehrte Methodios bemühte sich um bzw. bedrohte mit der gewaltsamen Bekehrung (durch die Mährer) einen „sehr starken heidnischen Fürsten an der Weichsel“, der wahrscheinlich in Krakau oder Wiślica herrschte. Möglicherweise existierte von um 899/900 bis um 910 bereits ein Bistum in Krakau. Die um 970 erbaute Rotunde der Allerheiligsten Jungfrau Maria in Krakau könnte unter böhmischer Herrschaft entstanden sein, weil nach einer Quelle aus dem späten 11. Jahrhundert die Stadt bereits 973 zum Bistum Prag gehörte.

## Taufe Mieszkos I.
Gemäß nicht eindeutig dokumentierter Überlieferung ließ sich Mieszko I., Fürst der Polanen aus dem Geschlecht der Piasten, am 14. April 966 taufen.
Seit 962 hatte er die Stämme in der historischen Region Großpolens vereint und vermutlich nach Wegen der Stabilisierung seines Machtbereiches gesucht. Ausschlaggebend für den Schritt zur Konversion dürfte auch die zuvor vollzogene Heirat mit der böhmischen Prinzessin Dubrawka gewesen sein, einer getauften Christin.
Die hierarchische Struktur der christlichen Kirche ermöglichte Mieszko I. letztlich, seinen Einfluss in der Gesellschaft zu stärken. Die bisherige pagane slawische Religion konnte dies nicht leisten. Aber die Abkehr von den alten Göttern konnte auch Legitimationsprobleme mit sich bringen, da die Verbindung zu den Ahnen damit abgeschnitten wurde. Der Übertritt zum Christentum brachte Mieszko I. und seinen Nachfolgern auch die Gleichstellung mit anderen westlichen Herrschern und ermöglichte damit bessere staatliche Beziehungen.
Der genaue Ort der Taufe von Mieszko I. ist umstritten. Als mögliche Tauforte werden Ostrów Lednicki, Gnesen, Posen, Regensburg, Köln oder sogar Rom vermutet, wobei die ersten drei Orte (die alle nahe beieinander liegen) am wahrscheinlichsten sind. Daher fanden die staatlichen Feierlichkeiten zum 1050. Jubiläum der „Taufe Polens“ in Gnesen und Posen statt.

## Bistum Posen
968 wurde das Bistum Posen gegründet. Es wurde formell dem Erzbistum Magdeburg unterstellt. Wie weit diese Unterordnung tatsächlich bestand, ist besonders in der polnischen Forschung umstritten. Es existiert die Position, die Kirche sei eigenständig, dem Papst direkt unterstellt und nicht von der Reichskirche abhängig gewesen. In der deutschen Forschung zweifelt man hingegen nicht an dem grundsätzlichen Tatbestand der Unterstellung unter Magdeburg. Wie weit diese in der Realität tatsächlich ging, ist Gegenstand einer wissenschaftlichen Auseinandersetzung.
Erster Bischof von Polen wurde Jordan, der vermutlich schon zuvor dem Hof Mieszkos I. angehörte. Die Herkunft Jordans ist nicht gesichert. Er kam mit der böhmischen Prinzessin Dubrawka entweder aus Italien oder aus dem Rheinland nach Polen. Dass er böhmischer Herkunft war, ist ebenfalls umstritten.
Die ältesten Amtsträger der polnischen Kirche waren böhmischer Herkunft.
Aus dieser Zeit stammen die ersten Gotteshäuser Polens. Es sind teilweise vorromanische Bauten wie Kapellen und Kirchen in der Burg von Ostrów Lednicki, die ältesten Kirchen von Posen, Kruszwica und andere.

## Erzbistum Gnesen
Im Jahr 1000 wurde eine neue Organisationsform für die noch junge polnische Kirche geschaffen. Auf einem Treffen des römisch-deutschen Kaisers Otto III. mit dem polnischen Fürsten Bolesław I. wurde durch den Akt von Gnesen bei der Heiligsprechung Adalberts von Prag das Erzbistum Gnesen geschaffen. Es folgte damit eine faktische Unabhängigkeit vom Erzbistum Magdeburg.

## Ausbreitung des Christentums
Die durch Mieszko I. begonnene Christianisierung, durch seine Nachfolger fortgeführt, war erfolgreich: Bis zum 13. Jahrhundert war das römisch-katholische Christentum überall in Polen verbreitet und wurde zur dominierenden Religion des Landes. Norman Davies bewertet die Annahme des römisch-katholischen Christentums als „das bedeutendste Ereignis der polnischen Geschichte“.

## Tausendjahrfeier 1966
Die polnische Kirche feierte 1966 das „Sacrum Poloniae Millenium“ (Heiliges Jahrtausend für Polen), die damalige Volksrepublik Polen feierte dagegen „Tysiąclecie Państwa Polskiego“ (1000 Jahre Polen).